# ミント (キッズgoo)
ミントは、NTTレゾナントが運営するポータルサイト・旧キッズgooに登場する架空のキャラクター。

## キャラクター
ぐっぴょんの隣に住んでいるナガミミ族の小学1年生で、サクラの双子の弟。弟という位置づけからキャラクターの中では最年少。
口癖は語尾に「なのだ」。名前の由来はミントから。誕生日は不明。血液型はAB型、身長は33cm。

## 外見
白色のウサギに似た体格で、筆の様な尻尾を生やしている。耳先と一歩後に付いている緑色の模様は感情によって濃さが変わる。

## 性格
普段は真面目で温厚、エコ活動に情熱を燃やしている。だが、大好きな胡瓜の事となると別人の様に性格が変わる。

## 好きな物と事
胡瓜、和食、緑茶等以外に渋い。恐竜と昆虫、植物に興味を持っており、特に植物を見ただけで名前が分かる。掃除、園芸、料理等家事をこなすのが得意。

## 苦手な物と事
長くてにょろにょろした物が苦手。掃除好き故にカビを嫌う。何故かジャンクフードが苦手。超少食。極度の方向音痴。

## 人間関係
ぐっぴょん
隣に住んでいる。実の兄の様に慕っている。
千利休
ミントが尊敬している歴史上の人物。